# Mirosław Różański
Mirosław Różański (ur. 1 grudnia 1962 w Głogowie) – polski wojskowy i polityk, generał broni Wojska Polskiego, doktor nauk o obronności, w latach 2015–2017 dowódca generalny rodzajów sił zbrojnych, senator XI kadencji (od 2023).

## Życiorys

### Wykształcenie

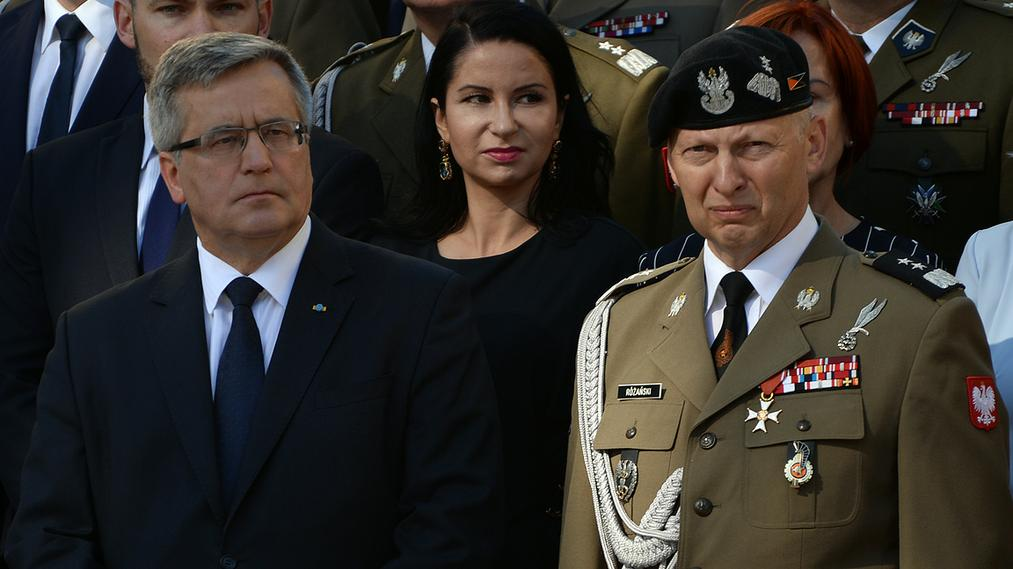
Prezydent RP Bronisław Komorowski oraz Mirosław Różański na uroczystości przekazania dowodzenia nad Dowództwem Generalnym Rodzajów Sił Zbrojnych (2015)

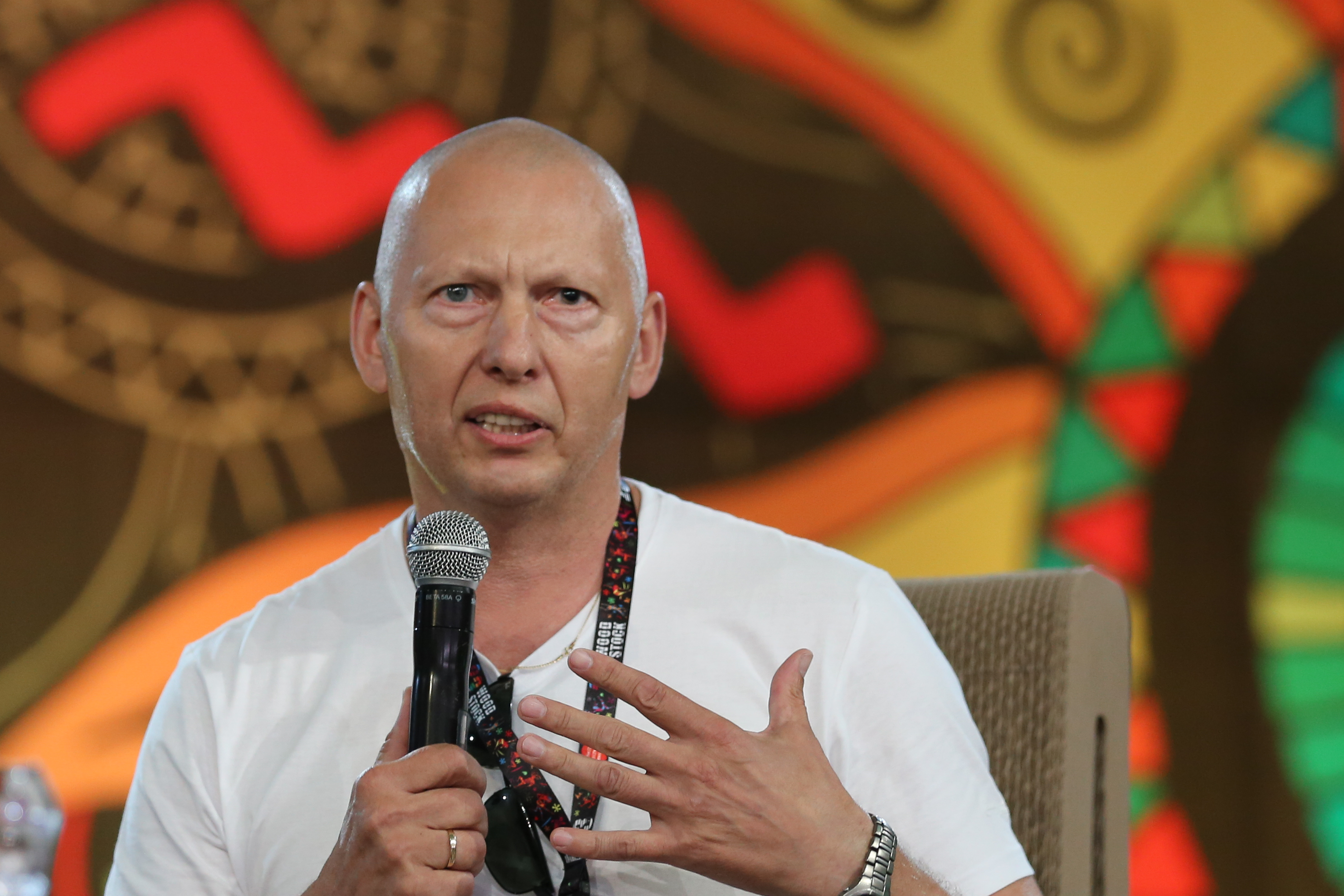
Mirosław Różański na Przystanku Woodstock (2017)

Absolwent Wyższej Szkoły Oficerskiej Wojsk Zmechanizowanych, którą ukończył z wyróżnieniem w 1986. W 1989 ukończył kurs dowódców batalionu w Centrum Doskonalenia Oficerów. W latach 1992–1993 odbył studia drugiego stopnia na Akademii Obrony Narodowej. Na tej samej uczelni w 1998 ukończył kurs taktyczno-operacyjny, a w 2000 został absolwentem Podyplomowego Studium Polityki Obronnej (przedstawiając pracę pt. Profesjonalne siły zbrojne podstawowym czynnikiem bezpieczeństwa narodowego). W 2011 na Wydziale Zarządzania i Dowodzenia AON uzyskał stopień doktora w zakresie nauk o obronności w oparciu o rozprawę zatytułowaną Efektywność działań polskich kontyngentów wojskowych tworzonych z etatowych jednostek w operacjach ekspedycyjnych.

### Przebieg służby wojskowej
Służbę wojskową rozpoczął w 42 pułku zmechanizowanym w Żarach na stanowisku dowódcy plutonu. W 1987 objął stanowisko dowódcy kompanii szkolnej, a w 1989 został dowódcą kompanii zmechanizowanej, z którą wziął udział w ćwiczeniach „Przyjaźń 1989”, będących pierwszymi w Polsce ćwiczeniami obserwowanymi przez przedstawicieli NATO. W 1990 został szefem sztabu batalionu szkolnego, następnie wyznaczono go na dowódcę 2 batalionu zmechanizowanego w 42 pułku zmechanizowanym. Później został starszym oficerem operacyjnym w sztabie 42 pułku zmechanizowanego. W 1994 skierowany został na praktykę do oddziału szkolenia bojowego Śląskiego Okręgu Wojskowego. Po jej ukończeniu objął stanowisko szefa szkolenia 34 Brygady Kawalerii Pancernej w Żaganiu. W 1996 w tej samej brygadzie został jej szefem sztabu. W 1999 mianowany dowódcą 17 Wielkopolskiej Brygady Zmechanizowanej w Międzyrzeczu, a w 2003 szefem sztabu 11 Dywizji Kawalerii Pancernej w Żaganiu.
W sierpniu 2005 otrzymał nominację na stopień generała brygady. W tym samym roku ponownie przejął obowiązki dowódcy 17 Wielkopolskiej Brygady Zmechanizowanej. Zainicjował i wprowadził nowy model szkolenia strzelców wyborowych w wojskach lądowych. Wdrażał do sił zbrojnych transporter opancerzony KTO Rosomak, odpowiadał za sformowanie pierwszego w pełni zawodowego batalionu zmotoryzowanego (który wziął udział w I i II zmianie PKW w Afganistanie). W 2007 jako dowódca brygadowej grupy bojowej wraz z żołnierzami swojej brygady uczestniczył w VIII zmianie Polskiego Kontyngentu Wojskowego w Iraku. Dowodzona przez niego grupa stacjonowała w bazie w Al-Kut, brała udział w kilku operacjach przeciwko rebeliantom, jak również uczestniczyła w akcjach humanitarnych w prowincji Wasit. W okresie dowodzenia przez Mirosława Różańskiego brygadą jednostka ta trzykrotnie (2006, 2007 i 2008) była wyróżniana Znakiem Honorowym Sił Zbrojnych RP. W 2008 prezydent RP Lech Kaczyński w uznaniu zasług wręczył generałowi Flagę Narodową. W trakcie misji w Iraku został natomiast odznaczony przez prezydenta Salwadoru.
W 2008 Mirosław Różański objął funkcję zastępcy szefa Zarządu Planowania Strategicznego P-5 Sztabu Generalnego Wojska Polskiego w Warszawie. W sierpniu 2009 przeszedł na stanowisko dowódcy 11 Dywizji Kawalerii Pancernej. W tymże miesiącu mianowany na stopień generała dywizji. Formował na bazie 17 BZ i jednostek dywizji grupę bojową UE, która w 2010 stała się pierwszym oddziałem bojowym zadeklarowanym przez Polskę do sił Unii Europejskiej. W latach 2010–2011 dowodzona przez niego 11 DKP przygotowała VIII i IX zmianę PKW w Afganistanie. W latach 2012–2013 był dyrektorem Departamentu Strategii i Planowania Obronnego Ministerstwa Obrony Narodowej. Pracował w międzynarodowym zespole koordynacyjnym przy ministrze rozwoju regionalnego, pełnił także funkcję pełnomocnika ministra obrony narodowej do spraw reformy systemu zarządzania, kierowania i dowodzenia Siłami Zbrojnymi RP. W zarządzanym przez niego departamencie opracowano zatwierdzoną przez Radę Ministrów Strategię rozwoju systemu bezpieczeństwa narodowego Rzeczypospolitej Polskiej. W 2013 został dowódcą Grupy Organizacyjnej Dowództwa Generalnego Rodzajów Sił Zbrojnych, która zajęła się stworzeniem warunków do powstania DG RSZ od stycznia 2014. Następnie był radcą koordynatorem sekretarza stanu w resorcie obrony.
9 czerwca 2015 prezydent RP Bronisław Komorowski mianował na stanowisko dowódcy generalnego rodzajów sił zbrojnych (od 30 czerwca 2015), a sierpniu tego samego roku awansował go na stopień generała broni. 12 grudnia 2016 Mirosław Różański złożył wniosek o zwolnienie z zawodowej służby wojskowej. 31 stycznia 2017 zakończył pełnienie funkcji dowódcy generalnego RSZ, przechodząc w stan spoczynku.
W lipcu 2022 przedstawiono mu zarzuty niedopełnienia obowiązków i przekroczenia uprawnień w sprawie organizacji pokazów lotniczych Radom Air Show w 2015. Generał nie przyznał się do tych czynów, uznając je za motywowane politycznie.

### Działalność społeczna i polityczna
W latach 1982–1990 był członkiem Polskiej Zjednoczonej Partii Robotniczej.
W 2017 powołał Fundację Bezpieczeństwa i Rozwoju Stratpoints, w której objął stanowisko prezesa. W 2020 wszedł w skład sztabu kandydata na prezydenta RP Szymona Hołowni. Został też członkiem kolegium ekspertów think tanku Instytut Strategie 2050, związanego z ruchem Polska 2050 Szymona Hołowni.
W wyborach parlamentarnych 2023 był kandydatem paktu senackiego z ramienia Trzeciej Drogi do Senatu w okręgu nr 20. Uzyskał mandat senatora XI kadencji, otrzymując 104 047 głosów (59,15%).

## Życie prywatne
Syn Bogusława i Heleny. Żonaty, ma troje dzieci.

## Służba wojskowa
- 1986–1987 – dowódca plutonu w 42 pułku zmechanizowanym w Żarach
- 1987–1989 – dowódca kompanii szkolnej przygotowującej na potrzeby Śląskiego Okręgu Wojskowego dowódców drużyn i działonowych operatorów bojowych wozów piechoty w 42 pułku zmechanizowanym w Żarach
- 1989–1990 – dowódca kompanii zmechanizowanej w 42 pułku zmechanizowanym w Żarach
- 1990–1991 – szef sztabu batalionu szkolnego w 42 pułku zmechanizowanym w Żarach
- 1991–1992 – dowódca 2 batalionu zmechanizowanego w 42 pułku zmechanizowanym w Żarach
- 1993–1994 – starszy oficer operacyjny w sztabie 42 pułku zmechanizowanego w Żarach
- 1994–1995 – praktyka w oddziale szkolenia bojowego Śląskiego Okręgu Wojskowego we Wrocławiu
- 1995–1996 – szef szkolenia w 34 Brygadzie Kawalerii Pancernej w Żaganiu
- 1996–1999 – szef sztabu w 34 Brygadzie Kawalerii Pancernej w Żaganiu
- 1999–2003 – dowódca 17 Wielkopolskiej Brygady Zmechanizowanej w Międzyrzeczu
- 2003–2005 – szef sztabu w dowództwie 11 Dywizji Kawalerii Pancernej w Żaganiu
- 2005–2008 – dowódca 17 Wielkopolskiej Brygady Zmechanizowanej w Międzyrzeczu
- 2007 – dowódca brygadowej grupy bojowej w ramach VIII zmiany PKW Irak
- 2008–2009 – zastępca szefa Zarządu Planowania Strategicznego P-5 w Sztabie Generalnym Wojska Polskiego w Warszawie
- 2009–2011 – dowódca 11 Dywizji Kawalerii Pancernej w Żaganiu
- 2012–2013 – dyrektor Departamentu Strategii i Planowania Obronnego Ministerstwa Obrony Narodowej
- 2013–2015 – dowódca Grupy Organizacyjnej Dowództwa Generalnego Rodzajów Sił Zbrojnych w Warszawie
- od 30 czerwca 2015 do 31 stycznia 2017 – dowódca generalny rodzajów sił zbrojnych[5][8]

## Awanse generalskie
- generał brygady – 2005[2]
- generał dywizji – 2009[3]
- generał broni – 2015[6]

## Odznaczenia i wyróżnienia

### Ordery i odznaczenia
- Krzyż Kawalerski Orderu Odrodzenia Polski – 2011[22]
- Brązowy Krzyż Zasługi – 1999[23]
- Wojskowy Krzyż Zasługi z Mieczami – 2008[24]
- Srebrny Medal „Siły Zbrojne w Służbie Ojczyzny”
- Brązowy Medal „Siły Zbrojne w Służbie Ojczyzny”
- Złoty Medal „Za zasługi dla obronności kraju”
- Srebrny Medal „Za zasługi dla obronności kraju”
- Brązowy Medal „Za zasługi dla obronności kraju”
- Złota Odznaka „Zasłużony dla Ochrony Przeciwpożarowej”[25]
- Gwiazda Iraku
- Krzyż Honoru Bundeswehry w Złocie – Niemcy, 2012[26]
- Znak narodnoji poszany „Za miżnarodne spiwrobitnyctwo” – Ukraina, 2023[27]

### Nagrody i wyróżnienia
- Buzdygan, nagroda czasopisma „Polska Zbrojna”[28]
- Medal Pamiątkowy Wielonarodowej Dywizji Centrum-Południe w Iraku[29]
- Tytuł „Ambasadora Miasta Żagań”[30]
- Tytuł honorowego obywatela gminy Grębocice[31]
- Odznaka pamiątkowa DG RSZ[32]
- Odznaka honorowa 10 Brygady Kawalerii Pancernej[33]

## Publikacje
- Dlaczego przegramy wojnę z Rosją (współautor z Juliuszem Ćwieluchem), „Znak”, Kraków 2018, ISBN 978-83-240-5506-7.